# 菲律宾侨中学院
菲律宾侨中学院是位于菲律宾马尼拉大都会马尼拉市的一所华办学校，也是在这个国家的首个和存在时间最长的以中文——他加禄语作为教学内容的学院。秉着“非营利”、“非宗派”，是以合作教育为性质的教学机构，提供学前教育和通过 PAASCU 认可的中小学教程，重视对英语、他加禄语和中文，数学、科学和信息技术的教育培养。

## 历史
该校系菲律宾中文教育协会（Philippine Chinese Educational Association）于1923年创立，由陈谦善前辈（英：Carlos Palanca Sr., 闽：Tan Quien-Sien）领导，最初名为菲律宾中文中学（Philippine Chinese High School）。借央格鲁中文学校（Anglo Chinese School）的两间教室，47名学生于同年的6月27日首次开课，故这天成为该校的“建校日”。
侨中学院历经危机，顶住了破坏性大的灾难，并在其校友的支持下坚持并发展到了今天。

## 教学目标
该教育机构，致力于提供平等的高质量教育，培养具有国际竞争力的人才，促进他们全面发展的同时，让他们能欣赏属于自身的文化遗产并为自己的身份感到自豪。

## 校区
目前有一所主校和一所于1967年创立的位于加洛坎市的分校，分别位于：马尼拉市汤都区 Jose Abad Santos y Basco街1253号和加洛坎市格雷斯公园区8号街175号。
校园地址

总校（马尼拉）： 1253 Jose Abad Santos Ave. Tondo, Manila Philippines 1012。 联系号码： (+63-2) 252-0501 to 03. 

分校（加洛坎市）： 175 8th Ave. Extension, Grace Park, Caloocan Philippines。 联系号码： (+63-2) 363-3529 and 364-3730.

大学楼（计顺市）： D. Tuazon St. corner M. Cuenco St., Quezon City。 联系号码： (+63-2) 252-0501 to 03 local 129.